# Shane Horgan
Pour les articles homonymes, voir Horgan.

a Compétitions nationales et continentales officielles uniquement.

b Matchs officiels uniquement.
Dernière mise à jour le 28 mai 2020.
Shane Patrick Horgan, né le 18 juillet 1978 à Bellewstown, près de Drogheda (Irlande), est un joueur de rugby à XV, qui joua avec l'équipe d'Irlande entre 2000 et 2011, évoluant au poste de trois-quarts centre ou à l'aile (1,93 m).
Il effectua toute sa carrière dans la province du Leinster. Le surnom de Shane Horgan est « Shaggy » (hirsute) en référence à sa coupe de cheveux. Ce surnom lui est donné par les médias irlandais, les supporters et ses coéquipiers.

## Carrière
Il a eu sa première cape internationale le 19 février 2000 contre l'équipe d'Écosse.
Horgan a disputé la coupe du monde 2003 et la coupe du monde 2007.
Il a joué quatre test-matches avec les Lions britanniques lors de leur tournée 2005.
Il joue actuellement avec la province du Leinster en Celtic League et en Coupe d'Europe.

## Famille
Les frères et sœurs de Shane Horgan sont très connus dans le monde du spectacle et de la télévision irlandaise. Il a trois sœurs et un frère. Sharon est une scénariste, actrice et comique reconnue au Royaume-Uni. Maria est manager d'une société de production de films, produisant énormément pour la chaîne de télévision irlandaise RTE. Lorraine est une actrice et présentatrice. Son frère Mark est producteur d'une émission de radio sur le sport.

## Palmarès

### En club
- Coupe d'Europe : 2009 et 2011
- Celtic League : 2001, 2008
  - Finaliste : 2006

### En équipe nationale
(Au 16.04.2011)
- 65 sélections
- 105 points (21 essais)
- Sélections par année : 7 en 2000, 5 en 2001, 6 en 2002, 4 en 2003, 10 en 2004, 6 en 2005, 11 en 2006, 7 en 2007, 6 en 2008 et 1 en 2009.
- Tournois des Six Nations disputés : 2000, 2001, 2002, 2003, 2004, 2005, 2006, 2007, 2008.
  - Triples couronnes : 2004, 2006, 2007.
- Coupes du monde disputées : 2003, 2007.
- 4 sélections avec les Lions britanniques en 2005.